# Colinas Columbia

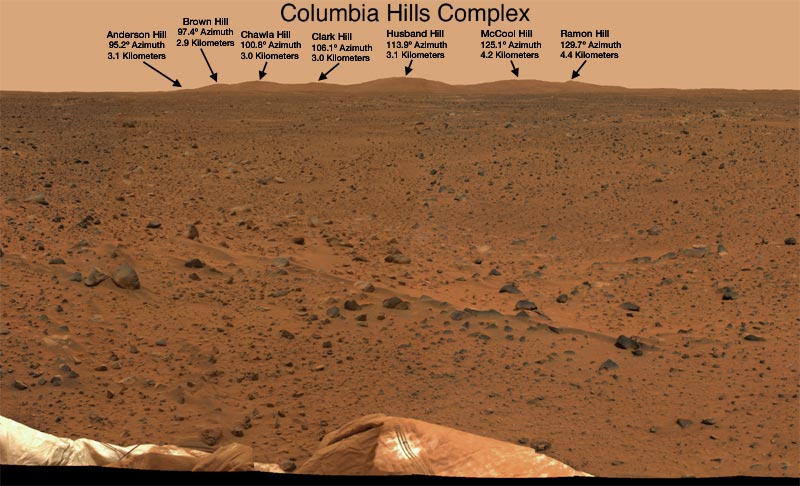
As Colinas Columbia vistas do Spirit.

As Colinas Columbia consistem em um grupo de colinas de pequena altura, que estão dentro da Cratera de Gusev. Elas foram descobertas quando o veículo explorador geológico de Marte, o Spirit aterrissou dentro da cratera em janeiro de 2004.
As colinas estão aproximadamente a trâs quilômetros de distância do local de pouso do Spirit. No momento, o Spirit subiu e desceu pelo outro lado a colina Husband.
Este conjunto de colinas receberam os nomes do Ônibus Espacial Columbia, que se desintegrou ao retornar a Terra.
Em 2 de fevereiro de 2004, sete dos picos destas colinas receberam os nomes dos astronautas que morreram nesta missão. Esses nomes ainda não foram oficializados. 
Os sete picos das Colinas Columbia receberam os seguintes nomes:
- Colina Husband - em nome de Rick Husband
- Colina Brown - em nome de David Brown
- Colina Chawla - em nome de Kalpana Chawla
- Colina Clark - em nome de Laurel Clark
- Colina McCool - em nome de Willie McCool
- Colina Ramon - em nome de Ilan Ramon
- Colina Anderson - em nome de Michael Anderson